# Clarisa González

Clarisa González (Ciudad de México; 7 de julio de 1994) es una actriz mexicana.

## Carrera artística
Salió capacitada del Centro de Educación Artística de Televisa del 2016. Su primeros papeles los realizó en la serie Como dice el dicho, además, ese mismo año también fue doble de Angelique Boyer para la telenovela Tres veces Ana.
Se da a conocer en 2017 con la telenovela El vuelo de la victoria interpretando a Elena y compartiendo créditos con los actores Paulina Goto, Andrés  Palacios y Mane de la Parra.
Para 2019 obtiene otro papel recurrente en Los elegidos producción de Sony Pictures Televisión donde dio vida a Claudia.
En 2021 participó en Vencer el pasado como Miriam, al lado de las actrices Angelique Boyer, Érika Buenfil, Arantza Ruiz, Ana Paula Martínez y un reparto corral.

## Filmografía

### Televisión
- Marea de pasiones (2024) - Estefanía
- Tierra de esperanza (2023) - Regina Rangel
- Eternamente amándonos (2023) - Jennifer Torres
- Mujer de nadie (2022) - Silvia Olvera[6][7]
- Vencer el pasado (2021) - Miriam Solís
- Los elegidos (2019) - Claudia Domínguez
- El vuelo de la Victoria (2017) - Elena Santibañez y Calzada[8]
- Tres veces Ana (2016-2017) - Doble de Angelique Boyer
- Como dice el dicho (2016-2018) - Varios episodios

### Cine
- MexicamGirlz (2019) .... Renata
- Te juro que yo no fui (2018) ....